# Andrea Guarneri
Andrea Guarneri, né le 13 juin 1626 à Casalbuttano, dans la province de Crémone, en Lombardie et mort le 7 décembre 1698  à Crémone, est un luthier italien du XVIIe siècle.

## Biographie
Père de la dynastie des Guarneri, il est élève de Niccolò Amati entre 1641 et 1664. Ses violons, ses altos et ses basses, construits entre 1662 et 1680, sont réputés à l'égal de ceux de Stradivarius ou d'Amati.
Aujourd'hui existent encore environ 250 violons et 14 violoncelles issus de son atelier.